# Pisania
Pisania is een geslacht van weekdieren uit de klasse van de Gastropoda (slakken).

## Soorten
- Pisania angusta Smith, 1899
- Pisania bilirata (Reeve, 1846)
- Pisania costata Thiele, 1925
- Pisania decollata (G. B. Sowerby I, 1833)
- Pisania fasciculata (Reeve, 1846)
- Pisania gracilis (G. B. Sowerby, 1859)
- Pisania hedleyi (Iredale, 1912)
- Pisania hermannseni A. Adams, 1855
- Pisania ignea (Gmelin, 1791)
- Pisania jenningsi (Cernohorsky, 1966)
- Pisania lirocincta G. B. Sowerby, 1910
- Pisania luctuosa (Tapparone Canefri, 1880)
- Pisania magna Foresti, 1868 †
- Pisania mariavictoriae Brunetti & Della Bella, 2016 †
- Pisania plioangustata Sacco, 1904 †
- Pisania pusio (Linnaeus, 1758)
- Pisania rosadoi Bozzetti & Ferrario, 2005
- Pisania scholvieni Rolle, 1892
- Pisania solomonensis E. A. Smith, 1876
- Pisania striata (Gmelin, 1791)
- Pisania sugimotoi (Habe, 1968)
- Pisania tritonoides (Reeve, 1846)
- Pisania unicolor (Angas, 1867)